# レディッチ・ユナイテッドFC
レディッチ・ユナイテッド・フットボールクラブ（Redditch United Football Club）はイングランド、ウスターシャー州、レディッチを本拠地とするサッカークラブチームである。2023-2024シーズンはサザンフットボールリーグ・プレミアディヴィジョン（7部相当）に所属。

## 歴史
チームの前身は、1891年創立のレディッチ・タウンFCである。創設から1年後の1983年に、地域リーグのバーミンガム・コンベイション(現ウェストミッドランズ・レギオナルリーグ)に加盟した。1971年に現名称に変更。サザンフットボールリーグ・リーグ1に加盟した。1975-76シーズンで2位に入り、プレミアディビジョンに昇格。その後、幾度かの降格、昇格を繰り返し、2003-04シーズンにはサザンフットボールリーグ・ウエスタンディビジョンを制し、カンファレンスノース(現:ナショナルリーグ・ノース)に昇格した。2011年に最下位で降格。その後2015-16シーズンに昇格プレイオフに進出したが、準決勝で敗退した。

## タイトル

### 国内タイトル
- バーミンガム・コンベイション:3回

1913-1914,1932-1933,1952-1953
- バーミンガム&ディストレクトリーグ・サウザンセクション:1回

1954-1955
- バーミンガム・シニアカップ:5回

1924-1925,1931-1932,1938-1939,1976-1977,2004-2005

### 国際タイトル
- なし

## 歴代所属選手
- スコット・ダン 2005
- リー・ヘンドリー 2012
- ジョゼ・ヴェイガ 2015-2016
- クリントン・モリソン 2016